# Hodkovice u Trutnova (železniční zastávka)
Hodkovice u Trutnova jsou železniční zastávka, která se nachází v severozápadně od vesnice Hodkovice, která je součástí obce Jívka v okrese Trutnov. Zastávka leží v km 18,940 neelektrizované jednokolejné trati Trutnov – Teplice nad Metují mezi dopravnami Janovice u Trutnova a Adršpach.

## Historie
Zastávka s tehdejším německým názvem Hottendorf byla otevřena 24. září 1908, tedy současně se zprovozněním trati, která zastávkou prochází. Od roku 1945 se používá český název Hodkovice u Trutnova.

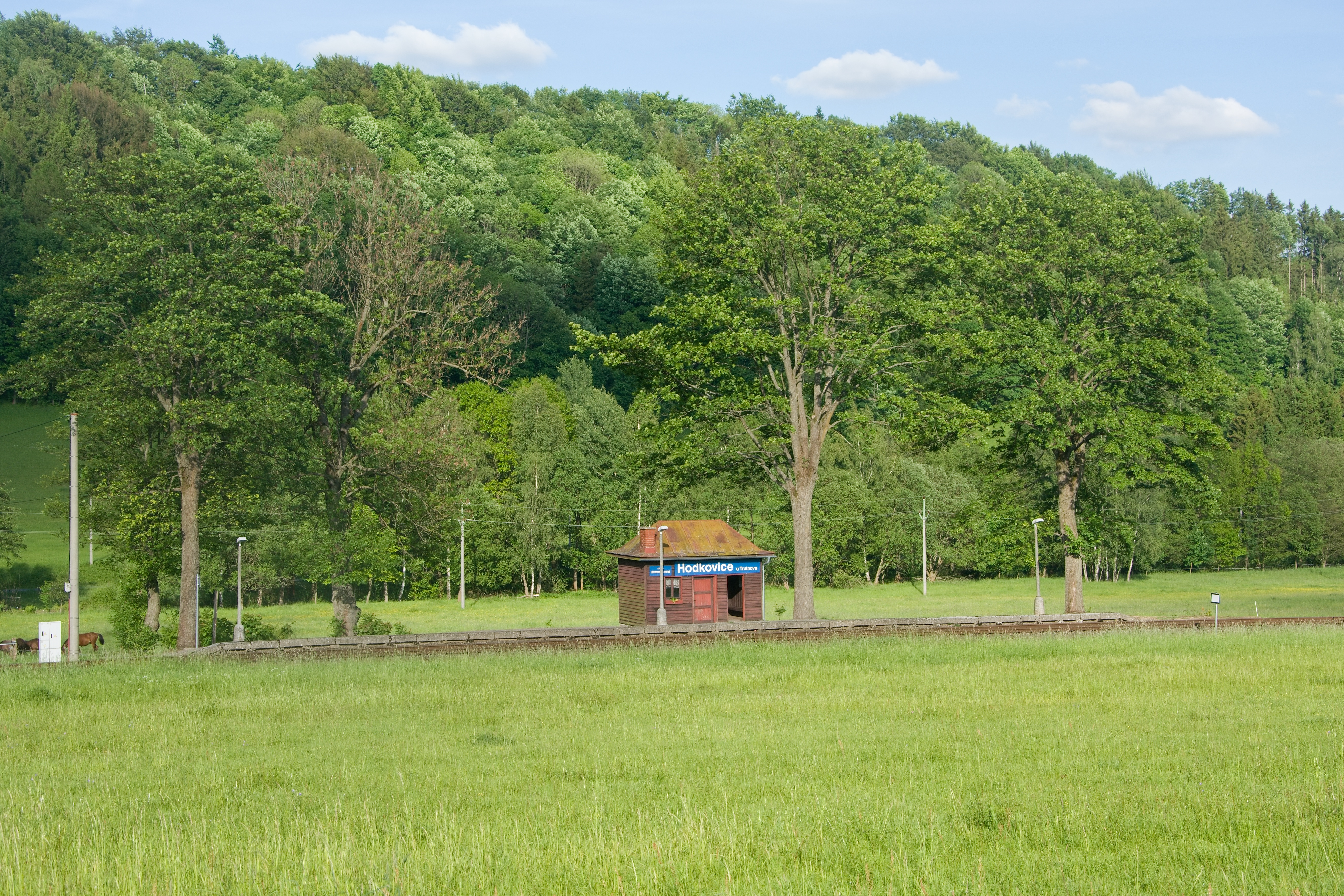
Celkový pohled na zastávku

## Popis zastávky
V zastávce je u traťové koleje zřízeno vnější jednostranné nástupiště o délce 40 m s nástupní hranou ve výšce 250 mm nad temenem kolejnice. Přístup k zastávce je po pěšině. K dispozici je přístřešek pro cestující.
U zastávky se v km 19,091 nachází přejezd P4835 zabezpečený světelným přejezdovým zabezpečovacím zařízením bez závor. Jedná se o křížení traťové koleje s polní cestou.